# Jake Kean
Jacob « Jake » Kendall Kean, (né le 4 février 1991 à Derby, en Angleterre), est un footballeur anglais. Il joue en tant que gardien de but.

## Carrière
Le 7 janvier 2016, il est prêté à Colchester United.
Le 15 avril 2016, il est prêté à Swindon Town.
Le 18 juillet 2016, il rejoint Sheffield Wednesday.
Le 1er janvier 2017, il est prêté à Mansfield Town.
Le 5 janvier 2018, il est prêté à Grimsby Town.
Le 14 décembre 2018, il rejoint Mansfield Town. En janvier 2019, son contrat n'est pas renouvelé.

## Note et référence
1. ↑  https://www.chad.co.uk/sport/football/mansfield-town/mansfield-town-will-not-renew-jake-kean-s-contract-1-9531405